# Cluster
Cluster — немецкий электронный дуэт из Берлина, созданный в 1971 году Хансом-Йоахимом Роделиусом и Дитером Мёбиусом и связанный с западнонемецкими музыкальными сценами краут-рока и kosmische. Группа родилась из более ранней берлинской группы Kluster, после распада которой дуэт переехал в 1971 году в сельскую деревню Форст, Нижняя Саксония, где построили студию и сотрудничали с такими музыкантами, как Конни Планк, Брайан Ино и Михаэль Ротер; с последним они сформировали влиятельный сайд-проект Harmonia. После первого расформирования в 1981 году Cluster воссоединялись несколько раз: с 1989 по 1997 год и с 2007 по 2010 год.
AllMusic описал группу как «самую важную и неизменно недооцененную группу спейс-рока 70—ых». Историк музыки Джулиан Коуп помещает три альбома Cluster: «Cluster II» (1972), «Zuckerzeit» (1974) и «Sowiesoso» (1976), в свой Krautrock Top 50, а также The Wire помещает дебютный альбом в список «One Hundred Records That Set the World on Fire» (с англ. — «Сто Записей, Которые Подожгли Мир»).

## История

### 1969—1971: Предыстория, Kluster и знакомство с Конни Планком
Ханс-Йоахим Роделиус, Дитер Мёбиус и Конрад Шнитцлер познакомились в Zodiak Free Arts Lab в 1969 году. Затем трио основало экспериментальную группу Kluster. Трио записало два альбома — «Klopfzeichen» и «Zwei-Osterei» — которые спонсировала церковь. Именно тогда они познакомились со звукоинженером Конни Планком, с которым работали вплоть до его смерти в 1987 году. В общей сложности было выпущено и продано по 300 копий каждой пластинки. Третий и последний альбом Kluster, «Eruption», был записан вживую в 1971 году во время последнего совместного концерта трио. Конрад Шнитцлер покинул Kluster в середине 1971 года, ненадолго, чтобы продолжить работу с группой Eruption, а затем заняться сольной карьерой. После того, как первоначальный состав Kluster распался, Роделиус и Мёбиус продолжили использовать англицизированную версию названия — Cluster, первоначально вместе с Конни Планком, а с 1972 года и далее как дуэт.

### 1971—1972: Ранние работы
Первый релиз Cluster, одноимённый дебют, выпущенный в 1971 году на Philips, стал первым релизом музыкантов на крупном лейбле. Предыдущие работы Kluster были выпущены небольшими тиражами или под частными лейблами тиражом не более 300 экземпляров. Этот альбом и последующие за ним 1972 года стали музыкальным мостом между авангардным, диссонирующим, протоиндустриальным звучанием Kluster и более мягкими и контролируемыми эмбиентными и рок-звуками их альбомов середины-конца 70-х.
В «Cluster» (позже переизданном как «Cluster '71») практически нет различимой мелодии или ритма. Обзор Allmusic описывает его, в частности, как «…сбивающую с толку смесь случайной космической музыки, индустриального шума, прото-эмбиентной атмосферы, обратной связи и саундвоша…» Первый альбом также является единственным релизом группы, на котором Конни Планк указан в качестве полноправного третьего участника группы. Он известен как композитор и продюсер «Cluster II». Cluster подписали контракт с влиятельным краутрок-лейблом Brain Records на их второй релиз, и эти отношения продолжались до 1975 года.

### 1973—1975: Harmonia и «Zuckerzeit»
После выхода альбома «Neu! 2» от группы Neu! их лейбл Brain всё ещё ожидал, что группа отправится в тур в поддержку альбома, но провал прошлогоднего тура побудил Михаэля Ротера искать новую бэк-группу и гастрольные площадки. Ротер отправился в знаменитую коммуну Форст, пытаясь привлечь Cluster для участия в расширенном составе Neu!. Ротер был впечатлён треком "Im Süden" из второго альбома «Cluster II». Сначала он предполагал, что будет супергруппа Neu!-Cluster, состоящая из Клауса Дингера (ещё одного участника Neu!), Мёбиуса, Роделиуса и его самого. После первоначального джема Мёбиуса, Роделиуса и Ротера в Форсте (запечатленного в треке "Ohrwurm" в дебютном альбоме Harmonia) Ротер решил остаться в Форсте и подготовить новый альбом с Мёбиусом и Роделиусом в качестве Harmonia, по сути отказавшись от своей работы с Дингером. Ротер и по сей день держит студию в Форсте. «Musik von Harmonia» был выпущен в 1974 году на лейбле Brain.
После выхода первого альбома Harmonia и периода гастролей Ротер вернулся к работе с Клаусом Дингером и расширенным составом группы Neu! для выполнения своих контрактных обязательств. В его отсутствие Cluster вернулись к работе дуэтом, выпустив «Zuckerzeit» позже, в 1974 году. «Zuckerzeit» звучит не так, как любой другой альбом группы, с чётко очерченной мелодией, ритмом и ритмичным звучанием, временами приближающимся к стилю Neu! с битом «моторик». Pitchfork Media ставит «Zuckerzeit» на 63-е место в своем списке "100 лучших альбомов 1970-х".
В начале 1975 года выходит последний альбом Neu! за два десятилетия — «Neu! '75». Почти сразу после выхода альбома группа распадается и Ротер возвращается к Cluster, чтобы записать новый альбом Harmonia. «Deluxe» стал вторым альбомом Harmonia, будучи спродюсированным Конни Планком и выпущенным в том же 1975 году. «Deluxe» подчёркивал чувствительность Ротера к року и поп-музыке по сравнению с более импровизационным подходом Cluster, что привело к некоторому творческому напряжению между участниками.
Михаэль, так же как и Ино, многое отдал и был сосредоточен на нашей общей работе... Очевидно, что работа с Михаэлем изменила фокус моего внимания и Мёбиуса, я не знаю, получил ли Михаэль такую же выгоду от работы с нами, как мы от работы с ним.

### 1976—1978: Коллаборации с Брайаном Ино
После выхода «Deluxe» Мёбиус, Роделиус и Ротер снова встретились в студии в 1976 году и поработали с Брайаном Ино. Получившийся в результате альбом «Tracks and Traces» был выпущен только в 1997 году. Ино и раньше был впечатлен как «Musik von Harmonia», так и «Zuckerzeit», и однажды присоединился к Harmonia во время турне в 1974 году, выступая с группой в Fabrik в Гамбурге.
Период 1976-1979 годов был самым продуктивным для Cluster, и четыре альбома, выпущенные за эти четыре года, получили наибольшее признание критиков из всех работ Cluster. 1976 год также ознаменовался переходом Cluster в гамбургскую компанию Sky Records. Их первым релизом для Sky стал «Sowiesoso», в высшей степени креативный альбом с более нежными мелодиями, записанный всего за два дня.
В 1977 году дуэт присоединился к Брайану Ино для записи в студии Конни Планка. Первым релизом с этих сессий стал ещё более мягкий «Cluster & Eno». Приглашёнными музыкантами в альбоме были басист Can Хольгер Цукай и Асмус Титченс, играющий на синтезаторе. Сотрудничество с Ино привлекло к Cluster гораздо более широкую аудиторию и международное внимание. Второй альбом, созданный на сессиях Cluster & Eno, «After the Heat», выпущенный на Sky в 1978 году, отличался гораздо более широким разнообразием стилей, включая три трека с вокалом Ино. Хольгер Цукай снова сыграл на басу в одном треке "Tzima N'arki", в котором был использован вокал из трека Ино "King's Lead Hat", записанного задом наперед. В этот период Ределиус также начал выпускать сольный материал, начиная с альбома «Durch die Wüste» для Sky в 1978 году.

### 1979—1981: Другие коллаборации и проэкты; первый распад
Релиз Cluster 1979 года «Grosses Wasser» был спродюсирован бывшим участником Tangerine Dream Петером Бауманом и вновь отличался широким разнообразием стилей, включая некоторые из самых авангардных материалов со времён распада Kluster, особенно в средней части заглавного трека, который занял всю вторую сторону.
12 июня 1980 года Cluster выступили на венском фестивале "Wiener Festwochen Alternativ" с Джоши Фарнбауэром. Выступление было записано и выпущено ограниченным тиражом на кассете британского лейбла York House Recordings (YHR), а затем в Германии на лейбле Transmitter владельца "Grüne Kraft" Вернера Пипера. Этот единственный релиз под названием Cluster & Farnbauer назывался «Live in Vienna». Стиль музыки в высшей степени экспериментальный и диссонирующий и очень напоминает ранние работы Мёбиуса и Роделиуса с Конрадом Шнитцлером в Kluster. «Live in Vienna» не был выпущен на CD до 2010 года, хотя две части, каждая продолжительностью от 15 до 16 минут, были включены в качестве бонус-треков в гипнотические CD-переиздания первых двух альбомов Kluster, «Klopfzeichen» и «Zwei-Osterei».
Также в 1980 году Sky Records переиздали первый релиз Cluster с новым оформлением и новым названием: «Cluster '71». В том же году Дитер Мёбиус объединился с бывшим участником Cluster, звукорежиссёром и продюсером Конни Планком над альбомом «Rastakraut Pasta», выпущенным на Sky. Второй альбом Мёбиуса и Планка, «Material», был выпущен в 1981 году.
Релиз Cluster 1981 года «Curiosum» оправдывает свое название с семью треками неординарных мелодий. «Curiosum» был последним релизом Cluster для Sky. Это также было последнее сотрудничество Мёбиуса и Роделиуса перед восьмилетним распадом.
Во время распада Cluster Мёбиус и Роделиус продолжали записываться и гастролировать. Они выпустили как сольные альбомы, так и совместные работы с другими исполнителями.

### 1981—1989: Разные проэкты во время распада
Мёбиус продолжал работать с Конни Планком. Мёбиус, Планк и барабанщик Guru Guru Мани Ноймаер записали ритмичный альбом «Zero Set» под африканским влиянием, выпущенный Sky в 1983 году. В том же году Мёбиус и Планк объединились с Майо Томпсоном для записи альбома «Ludwig's Law», который был выпущен только в 1998 году. Последняя совместная работа Мёбиуса и Планка «En Route» была записана в 1986 году, но выпущена только в 1995 году на лейбле Curious Music. Планк умер от рака в 1987 году.
За этот период Роделиус выпустил множество сольных альбомов и коллабораций, в том числе продолжил свою серию интроспективных эмбиентных альбомов «Selbstportrait».
Sky Records, столкнувшись с отсутствием нового материала для выпуска, обратились к сборникам, чтобы восполнить пробел. В релизе «Stimmungen» 1984 года был представлен материал «Sowiesoso» и «Grosses Wasser». Кроме того, в 1984 и 1985 годах были выпущены два сборника, авторами которых являются Ино, Мёбиус, Роделиус и Планк, под названием «Begegnungen» и «Begegnungen II» соответственно. Эти сборники включали материал с «Sowiesoso», «Cluster & Eno» и «After the Heat», а также содержали материал из сольных альбомов Мёбиуса и Роделиуса, а также трёх альбомов Мёбиуса и Планка, выпущенных в то время. Cluster также выпустили свой первый релиз в США в 1985 году: Relativity Records выпустили альбом «Old Land», приписываемый Cluster и Брайану Ино и содержащий смесь материала «Cluster & Eno» и «After the Heat».

### 1989—1997: Первое воссоединение
В 1989 году Cluster воссоединились, записав «Apropos Cluster» в 1989 и 1990 годах. Альбом был выпущен на лейбле Curious Music в 1991 году. «Apropos Cluster» музыкально и структурно похож на «Grosses Wasser», с четырьмя короткими песнями, за которыми следует почти 22-минутная, более экспериментальная заглавная часть. «Apropos Cluster» был первым альбомом Cluster, первоначально выпущенным в США, и за ним последовали американские переиздания их каталогов Sky и Brain в начале и середине 90-х.
Следующим альбомом Cluster стал релиз 1995 года «One Hour». Этот альбом включал в себя одно длинное музыкальное произведение, самое длинное из когда-либо записанных Cluster, разделённое на 11 треков на компакт-диске. One Hour структурирован во многом так же, как заглавный трек «Grosses Wasser», с короткими, мягкими мелодичными фрагментами в начале и конце, обрамляющими более длинную экспериментальную центральную часть. «One Hour» был последним студийным альбомом, выпущенным Cluster до 2009 года, 14 лет спустя.
Cluster отдал дань уважения покойному Конраду (Конни) Планку в примечаниях к «One Hour»:

"Однако самый творческий вклад и личная поддержка на протяжении многих лет исходили от Конрада Планка, который, по сути, был 'молчаливым участником на заднем плане'."

В 1996 году Cluster провели успешные концертные туры по Японии, а также своё первое турне по Соединённым Штатам. В ходе концертных туров были выпущены концертные альбомы: альбомы «Japan 1996 Live», выпущенный на японском лейбле Captain Trip в 1997 году, и «First Encounter Tour 1996», записанный в Соединённых Штатах и выпущенный на американском лейбле Purple Pyramid, также в 1997 году. Тим Стори, наиболее известный как клавишник и композитор эмбиентной музыки, выступил сопродюсером концерта «Japan 1996 Live» и продюсировал «First Encounter Tour 1996». Это было объединение, которое впоследствии привело к музыкальному сотрудничеству между Роделиусом и Стори. После турне по Соединённым Штатам Роделиус и Мёбиус расстались.

### 1997—2007: Второй распад
В течение последующего десятилетия Мёбиус и Роделиус работали над различными сольными проектами и коллаборациями.
Роделиус продолжал записываться и гастролировать с Aquarello, которые выпустили одноимённый концертный альбом в 1998 году. В 2000 году Роделиус воссоединился с коллегой по группе Kluster Конрадом Шнитцлером впервые почти за три десятилетия. Получившийся в результате альбом «Acon 2000/1» был выпущен лейблом Captain Trip в 2001 году. Роделиус записал два альбома с Тимом Стори: «The Persistence of Memory» в 2000 году и «Lunz» в 2002 году. В 2005 году был выпущен альбом «Neverless», созданный в сотрудничестве с ушедшим из Mott the Hoople Морганом Фишером. За этот период Роделиус записал в общей сложности 14 сольных альбомов и три дополнительных совместных альбома.
Мёбиус записал два сольных альбома во время своего второго перерыва в работе с Cluster: «Blotch» в 1999 году и «Nurton» в 2006 году. В этот период Мёбиус также выступал и гастролировал с бывшим коллегой по группе Harmonia Михаэлем Ротером. Он также работал над альбомом новой краутрок-супергруппы Amon Guru, который был выпущен в 2007 году.

### 2007—2010: Последнее воссоединение
Мёбиус и Роделиус воссоединились для выступления в Kosmische Club в Камдене, Лондон, 15 апреля 2007 года. Они также выступили на открытии documenta 12 15 июня 2007 года в Касселе, Германия, и на четвёртом ежегодном фестивале "More Ohr Less" в Лунце, Австрия, 10 августа 2007 года. С сентября по ноябрь 2007 года Cluster провели дополнительные концертные выступления в Германии, Швейцарии, Норвегии, Эстонии и Нидерландах. Роделиус также выступил с сольным концертом в Охае, штат Калифорния, Соединённые Штаты. Мёбиус и Роделиус также воссоединились с Михаэлем Ротером, и первый концерт Harmonia более чем за 30 лет состоялся в Берлине 27 ноября 2007 года. Они выступили на открытии documenta 12, крупной выставки современного искусства, которая проводится каждые пять лет в Касселе, Германия, 15 июня 2007 года.
Cluster выступили в Соединённых Штатах впервые с 1996 года в Детройтском Институте Искусств 16 мая 2008 года и на фестивале No Fun Fest на трикотажной фабрике в Нью-Йорке 17 мая 2008 года. Они также дали четыре концерта в Калифорнии с 22 по 25 мая.
Первый альбом Cluster с 1997 года, созданный по мотивам их живого выступления в Берлине 14 сентября 2007 года, был выпущен на лейбле Important Records весной 2008 года. 21 марта 2009 года они выступили с разовым совместным концертом с Chrome Hoof в Лондоне. В мае 2009 года они выпустили «Qua», свой первый студийный альбом более чем за десять лет. «Qua» окажется последним студийным альбомом Cluster.
22 ноября 2009 года Cluster выступили на разогреве у Tortoise в Royal Festival Hall в Лондоне.
17 ноября 2010 года Роделиус объявил по электронной почте и в социальных сетях, что Cluster распадется в конце 2010 года. Их заключительный концерт состоялся в Майнхеде, Сомерсет, Англия, 5 декабря 2010 года Роделиус объявил, что он выступит как "Qluster" с музыкантом Онненом Боком, и была запланирована трилогия релизов, первый из которых был выпущен в мае 2011 года. На данный момент группа выпустила 7 альбомов.

## Музыкальный стиль
Музыкальный стиль Cluster сильно менялся на протяжении их карьеры. AllMusic описал их как "самую важную и неизменно недооцененную группу спейс-рока 70-х", отметив, что сначала они начинали как "импровизационная группа, которая использовала в своих выступлениях всё, от синтезаторов до будильников и кухонной утвари", а позже перешли к выпуску "многих знаковых пластинок в области немецкого kosmische". В альбоме «Zuckerzeit» 1974 года группа перешла к более доступному звучанию, которое "сочетало трипперные ритмы драм-машины с одурманивающими, пасторальными мелодиями, что привело к искажённому, игривому видению футуристической поп-музыки". Позже, в 1990-х годах, Cluster исследовали эмбиентную музыку.
Cluster оказали большое влияние не только на исполнителей эмбиентной и электронной музыки, но и на техно, электронику и популярную музыку. Исполнители и группы, на музыку которых оказал влияние Cluster, включают Дэвида Боуи, Роберта Рича, Джона Фокса (ранее из Ultravox), Алекса Патерсона из The Orb, Coil Oval, To Rococo Rot и Mouse on Mars.

## Дискография
| - 1971: Cluster - 1972: Cluster II - 1974: Zuckerzeit - 1976: Sowiesoso - 1977: Cluster & Eno (вместе с Брайаном Ино) - 1978: After the Heat (как Ино, Мёбиус и Роделиус) - 1979: Grosses Wasser - 1981: Curiosum - 1991: Apropos Cluster (как Мёбиус и Роделиус) - 1995: One Hour - 2009: Qua | - 1980: Live in Vienna (вместе с Джоши Фарнбауэром) - 1997: Japan 1996 Live - 1997: First Encounter Tour 1996 - 2008: Berlin 07 - 2015: USA Live - 2017: Konzerte 1972/1977 - 1984 Begegnungen (вместе с Брайаном Ино и Конни Планком) - 1984 Stimmungen - 1985 Begegnungen II (вместе с Брайаном Ино и Конни Планком) - 1985 Old Land (вместе с Брайаном Ино) - 2007 Box 1 (бокс-сет) |

## Состав

### Основные участники
- Ханс-Йоахим Роделиус (1971—1981, 1989—1997, 2007—2010)
- Дитер Мёбиус (1971—1981, 1989—1997, 2007—2010)
- Конни Планк (как музыкант: 1971, как композитор: 1971—1972, как звукорежиссёр/продюсер: 1971—1978)

### Другие музыканты
- Брайан Ино (1977—1978) — синтезатор, вокал, продюсер, бас-гитара
- Хольгер Цукай (1977—1978) — бас-гитара
- Асмус Титченс (1977) — синтезатор
- Окко Беккер (1977) — гитара
- Джоши Фарнбауэр (1980) — перкуссия
- Станислав Михалик (1990) — бас-гитара
- Бонд Бергланд (1996) — гитара
- Пол М. Фокс (1996) — музыкант/звукорежиссёр
- Томми Гренас (Джонстон) (1996) — музыкант

### Производство
- Петер Бауман (1979) — продюсер
- Уильям Ропер (1979) — звукорежиссёр
- Феликс Джей (1996) — продюсер
- Тим Стори (1996—1997) — продюсер/звукорежиссёр
- Хироси Окунари (1996) — звукорежиссёр
- Расс Карри (1996) — звукорежиссёр